# Stanzling
Der Stanzling ist ein 2715 m ü. A. hoher Berggipfel der Lasörlinggruppe an der Grenze zwischen den Gemeinden Matrei in Osttirol und Hopfgarten in Defereggen (Osttirol), (Österreich).

## Lage
Der Stanzling liegt innerhalb der Lasörlinggruppe im Westbereich des Hauptkammes, wobei am Hauptkamm sowie im Bereich des Stanzling die Gemeindegrenze zwischen Matrei im Norden und Hopfgarten im Süden verläuft. Benachbarte Berge am Hauptkamm sind der Kreuzberg (2743 m ü. A.) im Westen und der Deferegger Riegel (2729 m ü. A.) im Osten, wobei zwischen Stanzling und Deferegger Riegel der Stanzlingsattel (2639 m ü. A.) liegt. Zwischen dem Kreuzberg und der Südwestflanke des Stanzling, die auch als Pfaffenwand bezeichnet wird, entspringt der Großlercherbach, zwischen der Südostflanke des Stanzling und dem Deferegger Riegel der Hoferbach. Nordöstlich befindet sich zudem der Arnitzsee, der den Arnitzbach speist.

## Anstiegsmöglichkeiten
Der Normalweg auf den Kreuzberg führt vom Stanzlingsattel auf dem begründet Ostkamm über südseitige Steigspuren zum Gipfel. Von Norden ist der Stanzling ausgehend vom Arnitzsee südwestwärts über einen Blockhang erreichbar. Im Gegensatz zu diesen Wandersteigen wird für den kurzen Übergang zum Kreuzberg Klettererfahrung (II) benötigt.